# 尖齿鳞毛蕨
尖齿鳞毛蕨（学名：Dryopteris acutodentata）为鳞毛蕨科鳞毛蕨属下的一个种。

## 扩展阅读
- 維基物種上的相關：尖齿鳞毛蕨